# Друзила (героиня)
Вижте пояснителната страница за други значения на Друзила.
Друзила (родена около 1840 г. в Лондон, Англия) е героиня, създадена от Джос Уидън за култовия телевизионен сериал „Бъфи, убийцата на вампири“. Ролята се играе от Джулиет Ландау.

## Биография
През 1860 г., когато Друзила е на възраст около 18 – 24 години, тя е млада, красива католичка, която живее с родителите и сестрите си в Лондон, Англия. Друзила има ясновидски способности и в някои случаи може да предвижда бъдещето, особено що се отнася до трагични събития. Тя обаче вярва, че това е по-скоро недъг и е дело на зли сили, затова желае да постъпи в манастир, за да се очисти от тях. Дарла забелязва Друзила и я показва на Ангелус. Тя знае за способностите ѝ и смята, че ще бъде в техен интерес да я изберат за своя следваща жертва. Ангелус обаче усеща чистотата и невинността на Друзила и е обсебен от идеята да я унищожи, защото Друзила има потенциала да бъде светица.
Ангелус измъчва Друзила дълго време, увреждайки крехкото ѝ психично здраве. Той избива семейството ѝ, което кара Друзила да замине за манастир в Прага. В деня, в който тя трябва да положи обета си, Ангелус я принуждава да гледа как избива всички в манастира и прави секс с Дарла. Травмата от жестокостта на Ангелус кара Друзила да изгуби ума си и той решава да я превърне във вампир, защото я счита за свой шедьовър, доказателство за таланта му.
След като е превърната във вампир, Друзила, сега хищник с детски ум, се присъединява към Ангелус и Дарла в техните смъртоносни пътешествия. През 1880 г. Друзила превръща във вампир младия поет Уилиам, който се присъединява към групата. Уилиам, по-късно познат като Спайк и Друзила имат дълбока интимна връзка, въпреки че Ангелус не прекратява отношенията си с нея, главно, за да дразни Спайк.
Когато Ангелус връща душата си заради едно проклятие и става Ейнджъл, Спайк и Друзила, без да знаят за това, поемат по различен път от този на Ейнджъл и Дарла. В периода преди пристигането им в Сънидейл през 1997 г., Друзила е нападната и тежко ранена от яростна тълпа в Прага, което я оставя в отслабено и немощно състояние. Спайк се грижи за нея и двойката решава да замине за Гърлото на Ада с надеждата, че енергията му ще възстанови здравето и силите на Друзила.
Историята на Друзила отпреди пристигането ѝ в Сънидейл е разкрито с ретроспективни кадри от различни епизоди в двата сериала „Бъфи, убийцата на вампири“ и „Ейнджъл“.
След пристигането им в Сънидейл, Спайк започва да крои планове как да победи сегашната Убийца, Бъфи Съмърс. Когато открива, че Друзила може да бъде излекувана с кръвта на този, който я е превърнал във вампир, Спайк залавя Ейнджъл и позволява на Друзила да го измъчва, докато стане време за извършването на ритуала. Въпреки че Бъфи и приятелите ѝ спасяват Ейнджъл, ритуалът е успешен. Възстановената Друзила сега се грижи за Спайк, който е осакатен при атаката на Бъфи. Когато Ейнджъл отново се превръща в Ангелус, той се присъединява към двойката.
По-късно Друзила убива Кендра Янг, единствената Убийца, за която е известно, че е победила.
Друзила е очарована от намерението на Ангелус да унищожи света и окуражава възраждащата се сексуална близост между двамата. И двата факта силно безпокоят Спайк, който иска Друзила само за себе си и не е зарадван от идеята за края на света. Затова решава да помогне на Бъфи да спаси света, като в замяна иска той и Друзила необезпокоявано да напуснат града. Този съюз поразява Друзила и тя се съпротивлява срещу предателството му към Ангелус. Спайк обаче я поваля в безсъзнание и напуска града, отнасяйки я на ръце.
Двамата заминават за Южна Америка, където Друзила не крие разочарованието си от връзката им. Съюзът на Спайк с Убийцата, в допълнение към ясновидската ѝ дарба, ѝ подсказват, че Спайк вече е опетнен (не „достатъчно демон“ за нея) и развива чувства към Бъфи. Друзила го напуска и Спайк отхвърля предложението ѝ да си останат приятели.
Друзила се появява отново едва през 2001 г., когато „Wolfram & Hart“ я отвежда в Лос Анджелис, за да превърне отново във вампир Дарла, която е възкресена като човек. Друзила, която обича Дарла като свой родител, искрено вярва, че с това ѝ прави услуга и е удивена от краткия ѝ изблик на гняв, преди възобновената вампирска природа на Дарла да вземе връх. Възстановили своя съюз, двете сеят хоас в града, докато Ейнджъл не ги подпалва. Двете се скриват, за да се лекуват, но Друзила изоставя Дарла на грижите на Линдзи МакДоналд.
Друзила се завръща в Сънидейл, за да убеди Спайк да се присъедини към тях и да възстановят „семейството“ си. Спайк обаче заплашва да я прободе с кол в сърцето, за да докаже любовта си към Бъфи. Разочарована от бившия си любим, Друзила си тръгва. От този момент, съдбата ѝ е неизвестна.
Лудостта на Друзила е показана с нейните често странни диалози, провеждани със силен кокни акцент. Речта ѝ е изпълнена с нелогични заключения и изрази, като например:
Друзила: „Давам име на всички звезди.“
Спайк: „Не можеш да видиш звездите, любима. Това е таванът. Освен това е ден.“
Друзила: „Виждам ги. Но ги кръстих всичките с едно и също име.“
Поведението ѝ е съвсем момичешко, но винаги придружено с тъмна, иронична нотка. Например, когато е щастлива, тя се кикоти като дете, но е най-щастлива, когато измъчва някого, убива хора или е свидетел на разруха. Тя обича цветя и малки животинчета, но не може да се грижи за тях. Всяко живо същество, което притежава, е пренебрегвано и скоро умира от глад или жажда.
През 2002 г. Първото Зло приема облика на Друзила, за да подлуди Спайк.